# Deux-Sèvres
Deux-Sèvres (oznaka 79) je francoski departma, imenovan po rekah Sèvre Nantaise in Sèvre Niortaise, ki tečeta skozenj. Nahaja se v regiji Poitou-Charentes.

## Zgodovina
Departma je bil ustanovljen v času francoske revolucije 4. marca 1790 iz dela nekdanje province Poitou.

## Geografija
Deux-Sèvres leži na severu regije Poitou-Charentes. Na vzhodu meji na departma Vienne, na jugu na Charente in Charente-Maritime, na zahodu in severu pa na departmaja regije Loire Vendée in Maine-et-Loire.